# Lucien Descaves
Pour les articles homonymes, voir Descaves.
Lucien Descaves, né le 18 mars 1861 à Paris 14e et mort le 6 septembre 1949 à Paris 16e, est un écrivain français.
Journaliste, romancier et dramaturge naturaliste et libertaire, il a fait partie des premiers membres de l'Académie Goncourt et en fut le président.
En 1889, il est l’auteur de Sous-offs, ouvrage antimilitariste qui lui vaut des poursuites judiciaires.

## Biographie

### De 1861 à 1881
Lucien Alexandre Descaves naît au Petit-Montrouge, commune intégrée, l’année précédant sa naissance, à Paris. Il est le fils d'Alphonse Descaves (1830-1890), graveur en taille-douce, dont les parents étaient des teinturiers venus de Chateau-Thierry à Paris, et d'Hélène Château (1839-1882), fille de commerçants du quartier de Belleville à Paris.
Comme il est né chétif, ses parents l'envoient une année à Montreuil-aux-Lions, auprès d'une grand-tante maternelle et de son mari (l'oncle Denis, sabotier) vivant. 
À Paris, il fréquente, avec ses grands-parents maternels, le théâtre de Belleville, où il voit de « vieux mélodrames ». On en trouvera la trace dans ses œuvres. Il traverse avec l'insouciance de l'enfance les événements de la Commune de Paris. 
À 17 ans, en 1878, il entre en apprentissage à la banque Lehideux, rue Drouot, puis au Crédit lyonnais, boulevard des Italiens. Autodidacte, il compose ses premiers écrits en 1877-78, tant en vers qu'en prose (Scènes et récits de la vie intime - inédit). ,
En 1881, l’éditeur Kistemaeckers père lui refuse Choses des Rues et Choses d’Amour, gros recueil poétique qui demeurera inédit mais publie, l'année suivante, Le Calvaire d'Héloïse Pajadou, recueil de cinq nouvelles, dont le titre est celui de la plus longue d'entre elles. Son éditeur lui fait rencontrer Léon Hennique, Paul Alexis et surtout Joris-Karl Huysmans, que Descaves considèrera comme son maître et fréquentera pendant trente-cinq ans.

### De 1882 à 1892
En novembre 1882, dans le cadre de son service militaire, il intègre le 129e régiment d'infanterie en garnison au Havre-de-Grâce où il fait la connaissance du Général Hagron, alors commandant du deuxième bataillon. Il en sortira quatre ans plus tard avec le grade de sergent-major et en tirera la matière de ses écrits antimilitaristes dont Sous-Offs.
En septembre 1886, quand il est libéré de l'armée, il retourne vivre chez son père, veuf, à Montrouge. Il épouse Françoise Embocheur, avec qui il aura deux enfants, mais qui mourra en janvier 1896, à 26 ans. 
Il débute dans le journalisme en entrant à La Revue moderne, qui publiera d'ailleurs un important article d’Oscar Méténier à son sujet. À partir de 1887, il collabore au Petit Moniteur universel, grâce à Alphonse Daudet et, en 1892 au Journal, dont il tiendra à partir de 1916 la rubrique littéraire avant d'en devenir en 1919 le directeur littéraire, succédant à Henri de Régnier.  

Le 18 août 1887, Descaves qui fréquente le Grenier d’Edmond de Goncourt, signe avec Paul Margueritte, Paul Bonnetain, Rosny aîné et Gustave Guiches le Manifeste des cinq, dirigé contre Zola et son roman La Terre. Il regrettera ce geste et s'en expliquera le 16 octobre 1927, lorsqu'il présidera le Pèlerinage Littéraire de Médan :

« J’attendais depuis vingt-cinq ans ce rendez-vous, et c’est parce que je l’attendais en vain que je crus devoir à mon tour, il y a trois ans, faire acte de contrition en regrettant hautement, après Paul Margueritte, Rosny et Gustave Guiches, d’avoir mis ma signature au bas du Manifeste des Cinq, en 1887, à l’époque où Émile Zola publiait La Terre. »

En 1888, il est refusé à la Société des Gens de Lettres. Gustave Toudouze publie un article à ce sujet dans L’Événement du 19 mars 1888 : Guerre aux Lettrés ! L’Affaire Lucien Descaves.
En 1889, la publication de son célèbre roman antimilitariste, Les Sous-offs (dont le titre primitif était Les Culs rouges) lui vaut d'être traduit en cour d'assises en compagnie de son éditeur, pour injures à l'armée et outrages aux bonnes mœurs. Défendu par Maîtres Tézenas et Millerand, il est acquitté le 15 mars 1890.

### De 1893 à 1903
Veuf depuis janvier 1896, il se remarie en novembre 1898 avec Marie Lancelot (1876-1958), dont il aura un fils.
Entré à l'Écho de Paris en 1896, il est rédacteur à L'Aurore au moment de l'affaire Dreyfus, de 1894 à 1906, et apportera un vif soutien au capitaine Dreyfus. 
En 1900, il fait partie des membres fondateurs de l'Académie Goncourt, avec Huysmans, Hennique, Mirbeau, Rosny aîné, Paul Margueritte, Élémir Bourges et Gustave Geffroy. Il s'en éloigne en 1932 après que le prix, qui semblait promis à Céline pour le Voyage au bout de la nuit, eut finalement échu aux Loups de Guy Mazeline. Il en devient cependant le président de 1945 à sa mort, succédant à Rosny Jeune.
Homme de lettres, Descaves publiera un nombre considérable d'ouvrages, romans ou pièces de théâtre, seul ou parfois en collaboration. En 1901, libertaire, il publie  La Colonne, roman sur la Commune et l’affaire Courbet (destruction de la Colonne Vendôme). En 1902, avec notamment Élisée Reclus, Jehan Rictus, Paraf-Javal, Maurice Donnay, Henri Zisly, Émile Armand, Georges Deherme, il est parmi les fondateurs de la Société pour la création et le développement d'un milieu libre en France, qui appuie la création, la même année, d'une communauté libertaire, La Clairière de Vaux (Essômes-sur-Marne, Aisne), « premier milieu libre » français non éphémère, mais qui sera dissous en 1907. Ses échanges épistolaires en 1903 avec Marie Kugel montrent un intérêt réciproque pour les colonies libertaires et milieux libres.

### De 1904 à 1914
En 1907, il crée la Société J.-K. Huysmans, après la mort de l'écrivain, dont il est l'exécuteur testamentaire. Il est aussi l’artisan de la première édition illustrée de Là-bas, pour laquelle il a pressenti le graveur Fernand Hertenberger. En 1927, il rassemble les études et préfaces de Huysmans dans un volume intitulé En Marge et en 1941, il publie Les Dernières années de J.-K. Huysmans, dédié « À J.-K. Huysmans, mon Maître, mon Ami et mon refuge aux jours d’épreuve. ». Descaves a écrit de nombreuses préfaces : à Gustave Lefrançais, Souvenirs d’un Révolutionnaire ; au roman posthume de Léon Cladel, I.N.R I. ; et en 1922 une postface pour l’édition définitive de Sœur Philomène des Goncourt.
En 1913 il est membre du Comité de Défense des Soldats.

### De 1915 à 1939
Le 2 mai 1918, aux côtés de Pablo Picasso, il est témoin de mariage du poète Guillaume Apollinaire avec l'artiste peintre Jacqueline Kolb.
En 1925, il accepte de faire partie du Comité d’Honneur de Pierre Kropotkine. En 1927, il signe en compagnie d'Alain, Louis Guilloux, Henry Poulaille, Jules Romains, Séverine... la pétition (parue le 15 avril dans la revue Europe) contre la loi sur l'organisation générale de la nation pour le temps de guerre qui abroge toute indépendance intellectuelle et toute liberté d'opinion.
En 1936 il vend, par contrat, sa collection de livres, journaux, brochures et documents manuscrits relatifs à la Commune, à l’Institut d’Histoire Sociale d’Amsterdam, pour 100 000 francs-or.

### De 1940 à 1949
En juin 1940, la maison de Lucien Descaves où il passait ses vacances depuis plus de trente ans, à Senonches, est « non pas pillée, mais cambriolée dans toute la rigueur du terme par des professionnels. » Pendant l'Occupation de la France par l'Allemagne, il s'y est retiré et y écrit ses mémoires, qui seront publiés en 1946 sous le titre : Souvenirs d'un ours.
À sa mort, il a été inhumé au cimetière de la Villette,,.

## Famille
Lucien Descaves était le frère d'Eugène Descaves, commissaire de police et collectionneur d'art, l'oncle de la pianiste Lucette Descaves et le père de l'écrivain et homme de radio Pierre Descaves.

## Œuvres
- Le Calvaire d'Héloïse Pajadou, éditions Henry Kistemaeckers, Bruxelles, 1883. Lire en ligne.
- Une vieille rate, éditions Kistemaeckers, Bruxelles, 1883. Lire en ligne.
- La Teigne, 1886 (Kistemaeckers), roman sur les milieux de la gravure. Lire en ligne.
- La Caserne, misères du sabre, 1887, ce roman annonce Sous-Offs
- La Pelote, 1888, pièce naturaliste en trois actes (avec Paul Bonnetain), tirée du roman Une Vieille Rate (Théâtre libre, 23 mars 1888).
- Sous-Offs, roman militaire, 1889. Lire en ligne.
- L’Envers du galon, drame en un acte, en prose. Il devait être représenté au Théâtre-Libre avec Eugénie Nau dans le rôle de France, mais fut retiré à cause des poursuites dont Sous-Offs était alors l’objet (tiré à deux ou trois exemplaires d’épreuves).
- Sous-Offs en Cour d’Assises, Paris, Tresse et Stock, 1890 (lire en ligne sur Gallica).
- Les Chapons, avec Georges Darien, 1890, pièce naturaliste. Lire en ligne.
- Les Emmurés, 1894, roman sur les aveugles. Important compte rendu par Jules Renard dans le Mercure de France, janvier 1895). Lire en ligne.
- En villégiature, recueil de 17 nouvelles, Paris Paul Ollendorff, 1896.
- La Cage, 1898, pièce naturaliste en un acte (Théâtre Antoine, 21 janvier 1898).
- Soupes, 1898, dédié « À la mémoire de ma chère femme », recueil de 31 nouvelles dont la dernière, « La Charité » et sa seconde partie « Le Vilain Homme » annonce peut-être Barabbas.
- La Clairière, avec Maurice Donnay, Théâtre Antoine, 1900, comédie en 5 actes, en prose, inspirée de la Clairière de Vaux. Lire en ligne.
- La Colonne, Paris, 1901 (lire en ligne). — Roman sur la Commune de Paris, l’affaire Gustave Courbet (la destruction de la colonne Vendôme.

- Tiers État, 1902, comédie en un acte (Théâtre Antoine, 6 mai 1902). Lire en ligne.
- Importante préface à Souvenirs d’un Révolutionnaire de Gustave Lefrançais, 1902. (Descaves est son exécuteur testamentaire).
- Les Souliers, 1903, scène judiciaire (avec René Vergught), « destinée à être jouée devant un public socialiste » (R.V.) (Théâtre de la Coopération des Idées, 26 avril 1903).
- Oiseaux de passage, avec Maurice Donnay, Théâtre Antoine, 1 mars 1904. Lire en ligne.
- Préface pour Mon Oncle Benjamin de Claude Tillier, 1905.
- Flingot, avec des illustrations de Pierre Georges Jeanniot, A. Romagnol, 1907
- Importante préface à La Vie tragique des Travailleurs de Léon et Maurice Bonneff, 1908.
- La Vie douloureuse de Marceline Desbordes-Valmore, 1910, biographie. Lire en ligne.
- Atelier d’aveugles, drame en un acte, représentée au Grand Guignol le 9 mai 1911. Lire en ligne.
- Philémon, vieux de la vieille, 1913, roman sur la Commune de Paris, lire en ligne sur Gallica, réédition : La Découverte, 2019, avec un appareil critique (présentation, notes, repères chronologiques et index des noms propres) de Maxime Jourdan Lire en ligne.
- La Saignée, avec Fernand Nozière, drame en cinq actes, Théâtre de l'Ambigu-Comique, 2 octobre 1913. Lire en ligne.
- Barabbas, Paroles dans la Vallée, 1914, roman illustré par Steinlen,1914, lire en ligne sur Gallica
- La Maison anxieuse, 1916, roman inspiré par la guerre.
- Préface à la réédition de Force ennemie de John-Antoine Nau (premier Prix Goncourt en 1903), 1918.
- L’Imagier d’Épinal, 1918.
- Ronge-Maille vainqueur, 1920, pamphlet antibelliciste [sur les prévaricateurs de guerre], censuré en 1917. Lire en ligne.
- L’As de cœur, comédie en trois actes, Théâtre des Arts,  19 mars 1920.
- Les Vestales, comédie en un acte, Odéon, 7 mai 1921.
- Préface pour Les rustiques de Louis Pergaud, 1921.
- Postface pour l’édition définitive de Sœur Philomène des Goncourt, 1922.
- Pierre Dupont, comédie en un acte, 1922. Lire en ligne.
- Du petit monde, 1923, recueil de 30 nouvelles.
- L'Hirondelle sous le toit, 1924. — Roman paru en feuilleton dans le Journal du 11 juin au 21 juillet.
- Le Cœur ébloui, pièce en quatre actes, mise en scène de Lugné-Poe, Théâtre Daunou, 19 octobre 1926. Lire en ligne.
- En Marge, 1927. (compilation des études et préfaces de Huysmans.
- Les Fruits de l'amour : pièce en trois actes (Théâtre des Arts, le 25 février 1928), Paris (lire en ligne sur Gallica).. Lire en ligne.
- L'Ascension de Virginie, avec Maurice Donnay, comédie en 3 actes, Théâtre de la Michodière, 28 septembre 1929
- Regarde autour de toi, 1930. Recueil de 29 nouvelles.
- La Tuile d'argent, avec Henri Duvernois, comédie en 3 actes, La Potinière, 1931
- Préface pour le roman posthume de Léon Cladel I.N.R I., 1931.
- Les Dernières années de J.-K. Huysmans (Albin Michel), 1941. Dédié « A J.-K. Huÿsmans Mon Maître, mon Ami et mon refuge aux jours d’épreuve ».
- Préface pour La mort de Mindrais de Maurice Vlaminck, 1941.
- Souvenirs d'un ours, 1946, autobiographie

## Liens